# Czélkuti Rudolf
Czélkuti Rudolf (eredetileg Züllich Rudolf, külföldön továbbra is Rudolf Züllich) (Gyulafehérvár, 1813. július 13. – Kairó, 1890. január 13.) magyar klasszicista szobrász.

## Élete
A bécsi képzőművészeti akadémián folytatott tanulmányai után 1840-től másfél évtizedig Rómában élt. 1846-ban megmintázta Júnót. Pártfogója, Döbrentei Gábor javaslatára a Nemzeti Szoboregylet ugyanebben az évben megbízta a Hunyadi János-emlékszobor modelljének elkészítésével. Tomori Anasztáz megrendelésére a Nemzeti Színház elé mintázott Katona József-szobrát (1859) később átvitték a színház udvarába. 1881-ben felajánlották Kecskemétnek ezt a szobrát, ahol először a Műkertben állították fel. Kisfaludy Sándort ábrázoló balatonfüredi emlékszobrát (1860) pedig, amelyet Jókai Mór is hevesen bírált, beolvasztották. Művészi kudarcai miatt 1861-ben Párizsba költözött. Párizsból, Szicíliába, végül  Egyiptomba utazott, s itt is halt meg 1890-ben. Junó című márványszobra (1846), amelyet Rómából küldött haza, illetve Vörösmarty Mihályt (1856) és Kisfaludy Sándort (1857) ábrázoló bronz mellszobrai a Magyar Nemzeti Galéria gyűjteményében találhatók.

## Főbb művei

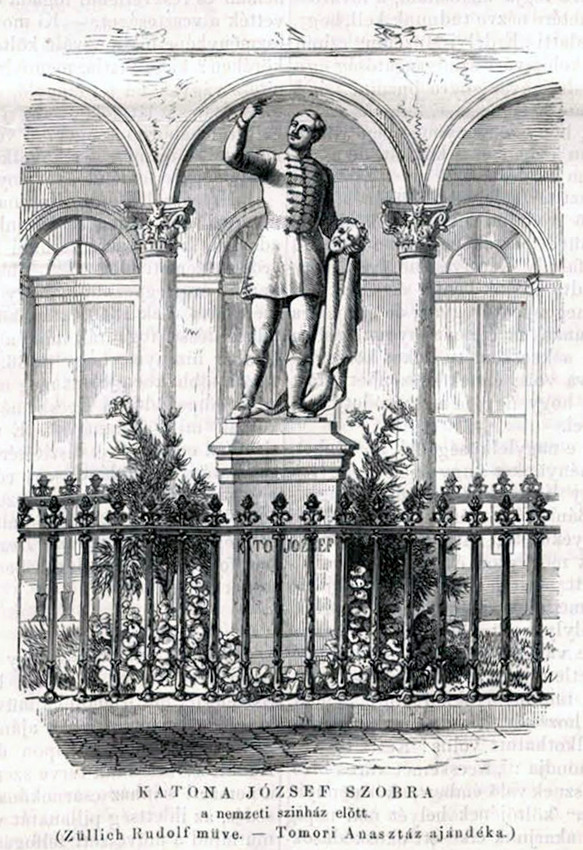
Katona József szobra a Nemzeti Színház előtt, a Vasárnapi Ujság illusztrációján...

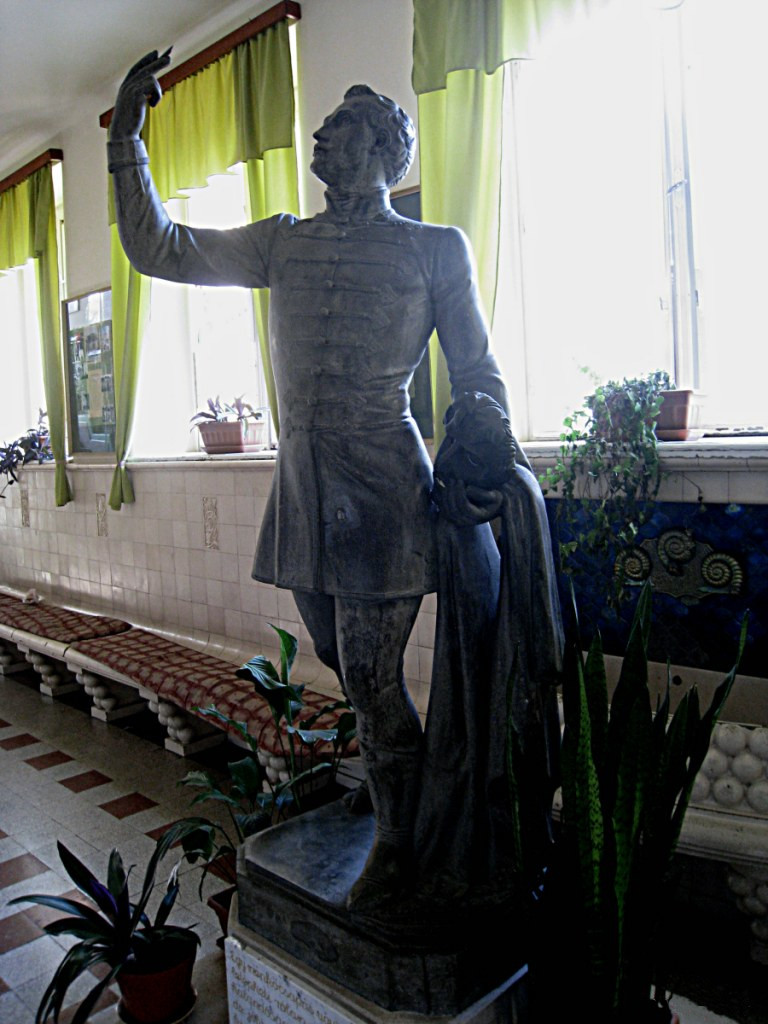
...és jelenlegi helyén a Kecskeméti Katona József Gimnáziumban

- Júnó, 1846
- Hunyadi János-emlékszobra, 1855
- Vörösmarty Mihály, 1856
- Kisfaludy Sándor, 1857
- Széchenyi, 1857[1]
- Petőfi Sándor, 1858
- Katona József-szobor, 1858[2]
- Katona József, 1859
- Berzsenyi Dániel[3]

## Fordítás
- Ez a szócikk részben vagy egészben  a   Rudolf Zullich című angol Wikipédia-szócikk fordításán alapul.  Az eredeti cikk szerkesztőit annak laptörténete sorolja fel. Ez a jelzés csupán a megfogalmazás eredetét és a szerzői jogokat jelzi, nem szolgál a cikkben szereplő információk forrásmegjelöléseként.